# Друкарь, Александр Петрович
Александр Петрович Друкарь (вариант: Друкар) (1878, Омск — 1952, Пермь) — помощник машиниста, депутат Государственной думы II созыва от русского населения Ферганской области.

## Биография
Мещанин города Омска. Окончил Омское уездное училище, 2 года учился в Омском техническом училище, но курса не окончил. В 1904 переехал в Коканд, поступил на работу помощником машиниста на Средне-Азиатской железной дороге. Член партии социалистов-революционеров.
27 февраля 1907 избран во Государственную думу II созыва от некоренного населения Ферганской области. Входил в думскую группу социалистов-революционеров. В работе думских комиссий не участвовал.
По данным нуждающимся в подтверждении во время Первой мировой войны служил в инженерных войсках, занятых возведением мостов и т.п., получил офицерское звание.
По непроверенным данным в 1918 году после повторной женитьбы уехал в Сибирь, где работал инженером-железнодорожником на сибирских и уральских железных дорогах. От политической деятельности отошёл. Репрессирован в советское время не был. Умер в 1952 году в городе Пермь. Похоронен на Егошихинском кладбище.

## Семья
Был дважды женат.
- Первая жена — Мария Николаевна в девичестве Косьмо-Демьянская (?—?)
  - Дочь — Елизавета Александровна (в замужестве Ларина, 1904—2005, Алма-Ата)
- Вторая жена (с 1918) — Мария Феофиловна Друкарь (урождённая Малиновская) (31.03.1898—1980, Киев) 
  - Сын — Виктор Александрович (1919, с. Мотовиловка Васильковского р-на Киевской обл. — 1998, Киев), участник Великой Отечественной войны[2]
  - Сын — Владимир Александрович (13.04.1921, Троицк Челябинской области — 22.06.2000, Киев), артиллерист, гвардии старшина, награждён медалью "За отвагу" (1942)[3], орденом "Красная звезда" (1943)[4], орденом Отечественной войны II степени (1945)[5].
  - Дочь — Алла Александровна Друкарь (в замужестве Тимченко, 1923—2006, Симферополь).